# Fozzie Beer

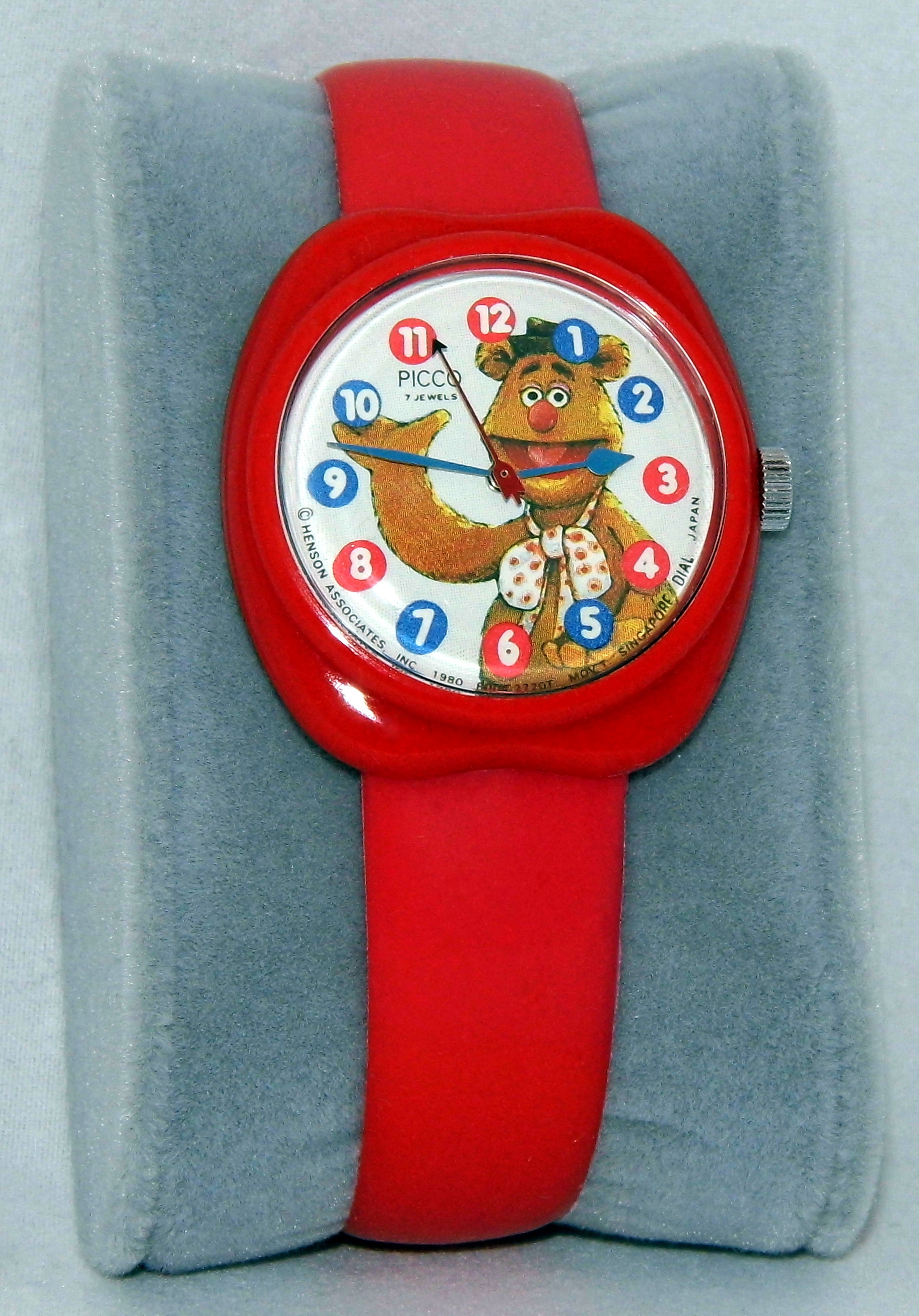
Fozzie Beer op een polshorloge

Fozzie Beer (Engels: Fozzie Bear) is een Muppetfiguur. Fozzie is een bruine beer die steeds bezig is met het vertellen van niet-grappige grappen. Hij is dan ook vaak het mikpunt van hoon, voornamelijk afkomstig van Statler en Waldorf.
Oorspronkelijk werd Fozzie gespeeld door Frank Oz, later door Eric Jacobson. De naam Fozzie is afkomstig van poppenbouwer Faz Fazakas, de persoon die het mechanisme maakte waardoor Fozzie zijn oren heen-en-weer kan bewegen.
In het eerste seizoen van The Muppet Show had Fozzie een act, waarin hij grappen vertelt. Deze grappen werden steeds afgebroken door Statler en Waldorf. Na het eerste seizoen werden de grappen van Fozzie geïntegreerd in sketches. Zo deed hij onder andere een buikspreekact met zijn pop Chucky en vertelde hij grappen terwijl hij probeerde te rolschaatsen.
In het Nederlands is de stem van Fozzie verzorgd door Reinder van der Naalt die tevens de stem is van Miss Piggy.

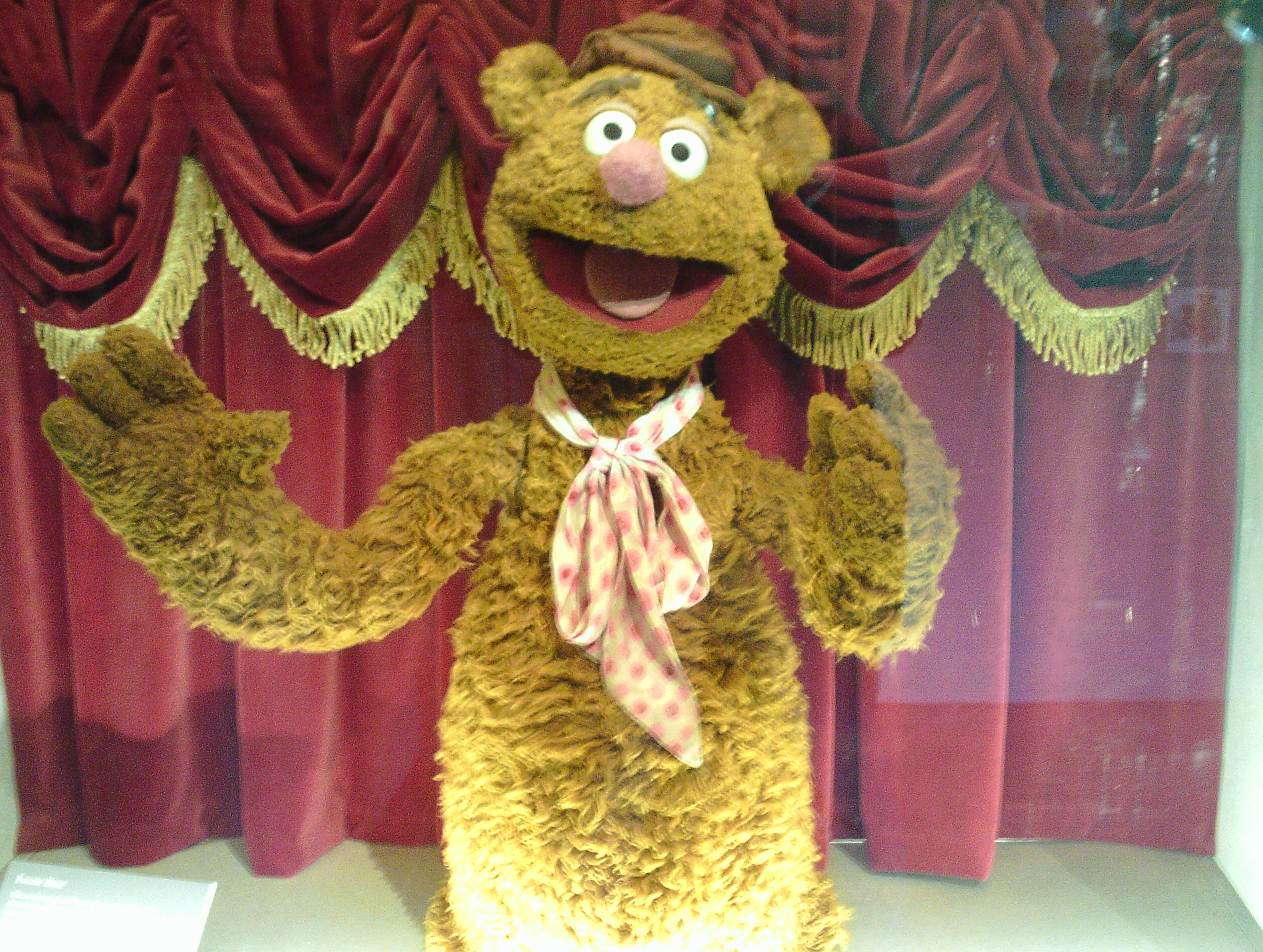
De originele Fozzie in de collectie van Gyles Brandreth